# Ce cher Dexter
Pour les articles homonymes, voir Dexter.
Ce cher Dexter (titre original : Darkly Dreaming Dexter) est un roman policier, écrit en 2004 par Jeff Lindsay.
Ce livre a servi de support à la série télévisée Dexter. Bien que la première saison suive les grandes lignes de ce roman, la suite de la série est une histoire originale sans rapport avec les autres romans du même auteur.

## Résumé
Dexter Morgan est un expert judiciaire qui travaille au Département de Police de Miami comme expert médico-légal en analyse de traces de sang. Cependant, il est également un tueur en série qui a la particularité de ne tuer que des meurtriers qui sont passés au travers du système judiciaire.
Dexter cohabite avec une voix intérieure qui le pousse à tuer et qu'il nomme le « Passager noir ». Une fois le « travail » effectué proprement, la voix se calme et se fait discrète jusqu'à ce que son besoin de tuer reprenne le dessus.
Dexter gère convenablement cette double vie depuis quelques années mais se trouve pris au dépourvu lorsqu'il se trouve confronté aux victimes d'un autre tueur en série qui terrorise les prostituées de Miami. Celui-ci impressionne Dexter en faisant preuve d'une technique et d'un style remarquable. 
Alors que la rumeur sur le nouveau tueur en série se propage en ville, Dexter commence à recevoir des messages de la part de celui-ci. Il découvre alors avec fascination la série de crimes horribles perpétrés par ce tueur. En parallèle, sa sœur Debra voit en ces meurtres en série une occasion de quitter la brigade des mœurs pour rejoindre la brigade criminelle. Elle demande donc à son frère de l'aider dans son ambition. Dexter se trouve pris entre l'envie d'aider sa sœur à attraper le tueur et le désir de rester en retrait pour admirer l'œuvre et le talent de son confrère meurtrier.

## Le style narratif
Une particularité de ce roman est d'être raconté à la première personne par un tueur en série. À certains moments, Dexter déclare n'être qu'un sous-homme mais à d'autres, il prétend être une sorte de super-héros. Il déclare aussi être dépourvu d'émotion, conséquence de son statut de monstre, alors que son côté humain ne semble pas accréditer complètement cette affirmation. Il est aussi à la fois extraordinairement intelligent et athlétique, ce qui est plus crédible à la vue de ses aptitudes pour la traque et la capture des autres tueurs en série. En tant que narrateur, Dexter essaie de conserver un ton humoristique lorsqu'il raconte l'histoire, notamment lors des passages les plus sombres.